# Phú Lộc, Phù Ninh
Phú Lộc là một xã thuộc huyện Phù Ninh, tỉnh Phú Thọ, Việt Nam.
Xã Phú Lộc có diện tích 11,34 km², dân số năm 1999 là 7180 người, mật độ dân số đạt 633 người/km².